# Saagaromyces
Saagaromyces — рід грибів родини Halosphaeriaceae. Назва вперше опублікована 2003 року.

## Класифікація
Згідно з базою MycoBank до роду Saagaromyces відносять 4 офіційно визнані види:
- Saagaromyces abonnis
- Saagaromyces glitra
- Saagaromyces mangrovei
- Saagaromyces ratnagiriensis